# Prée-d'Anjou
Prée-d'Anjou é uma nova comuna francesa instituída em 1 de janeiro de 2018, na região administrativa da Pays de la Loire, no departamento de Mayenne.
A nova comuna nasceu pela fusão de Ampoigné, e de Laigné.

## Arquitetura
- Igreja de São Martinho de Vertou, em Laigné
- Igreja de são João Batista, em Ampoigné